# 国鉄キヤ191系気動車
キヤ191系は、日本国有鉄道が製造し、東日本旅客鉄道（JR東日本）および西日本旅客鉄道（JR西日本）に継承、在籍した架線・信号検測用の試験気動車である。
1974年（昭和49年）から1976年（昭和51年）までの各年に1編成ずつ、計3編成6両が富士重工業で製造された。

## 車両概説
電化区間や自動信号設置区間の拡大に伴い、検測を省力化し、あわせて従来よりも検測精度を向上させるために製造された車両である。架線への電力供給が停止している区間や非電化区間でも検測を実施できるように気動車としている。
車体前面形状は当時製造が続けられていた183系電車や200番台以降の485系電車に類似した高運転台の非貫通構造となっているが、車体裾部は絞りがない。のちに製造された443系や193系(0番台)も本系列に準じた前面形状である(ただしそれらには裾絞りがある)。車体塗装は青15号を基本色に前面と側面裾・幕板に黄5号の警戒色を入れている。直流用事業用車と同じ塗装であるが、交流電化区間の検測も可能である。
エンジンはキハ181系などで実績のある出力500 PSのDML30HSF形を搭載し、台車は動力台車がDT40A形、付随台車がTR219C形である。最高速度はキハ181系と同様の120 km/hである。

### 編成
編成は、キヤ191形とキヤ190形の2両で構成される。この2両でユニットを組んでおり、両車を切り離して運転することはできない。
キヤ191形は信号検測用で、車内前方の運転室後方に機器室を、車内中央部に会議室・測定室を設け、中央部の連結面寄りに電源室を、連結面側車端部にトイレ・洗面所を設けている。屋根上にはAU13形分散式冷房装置を3基設置している。
キヤ190形は架線検測用で、車内前方の運転室後方に高圧室を、中央部に測定室を設け、連結面側車端部には高圧室とAU41AN形床置冷房装置を設けている。屋根上には検測用パンタグラフを2基搭載し、屋根上中央部に観測ドームを設けている。
車両番号はキヤ191/キヤ190-1, 2, 3となっている。なお1, 3は側窓がキハ65形に準じた上段下降下段上昇窓（ユニット窓）となっているが、寒地用として製造された2は側面窓が固定式である。

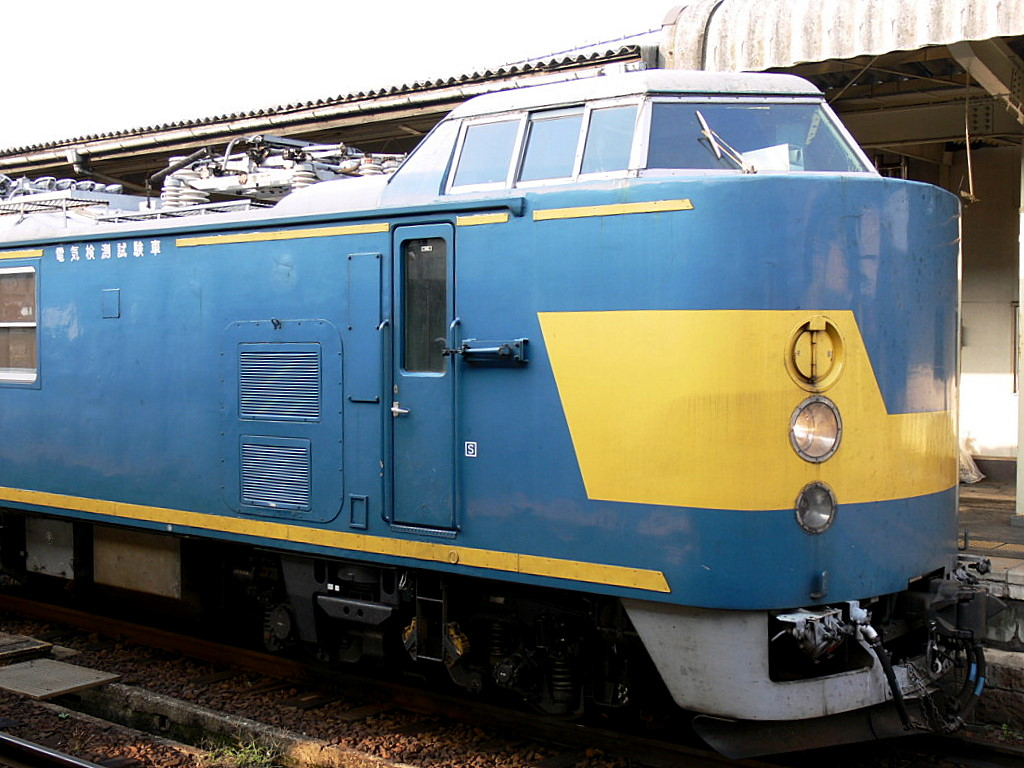
検測用パンタグラフを搭載しているキヤ190形（キヤ190-3）

## 動向
製造当初は1が小郡運転区、寒地向けの2が秋田運転所、3が名古屋運転所に配置された。
1987年（昭和62年）の国鉄分割民営化直前に3が小郡に転属し、民営化後は1と3がJR西日本に、2がJR東日本にそれぞれ継承された。3の転属により余剰となった1は民営化直後の1988年（昭和63年）に廃車された。なお北海道旅客鉄道（JR北海道）ではJR東日本から2を、東海旅客鉄道（JR東海）・四国旅客鉄道（JR四国）・九州旅客鉄道（JR九州）ではJR西日本から3を借入れて検測を行っていたが、JR東海では1996年にキヤ95系（ドクター東海）を新製したため借入れを取りやめた。

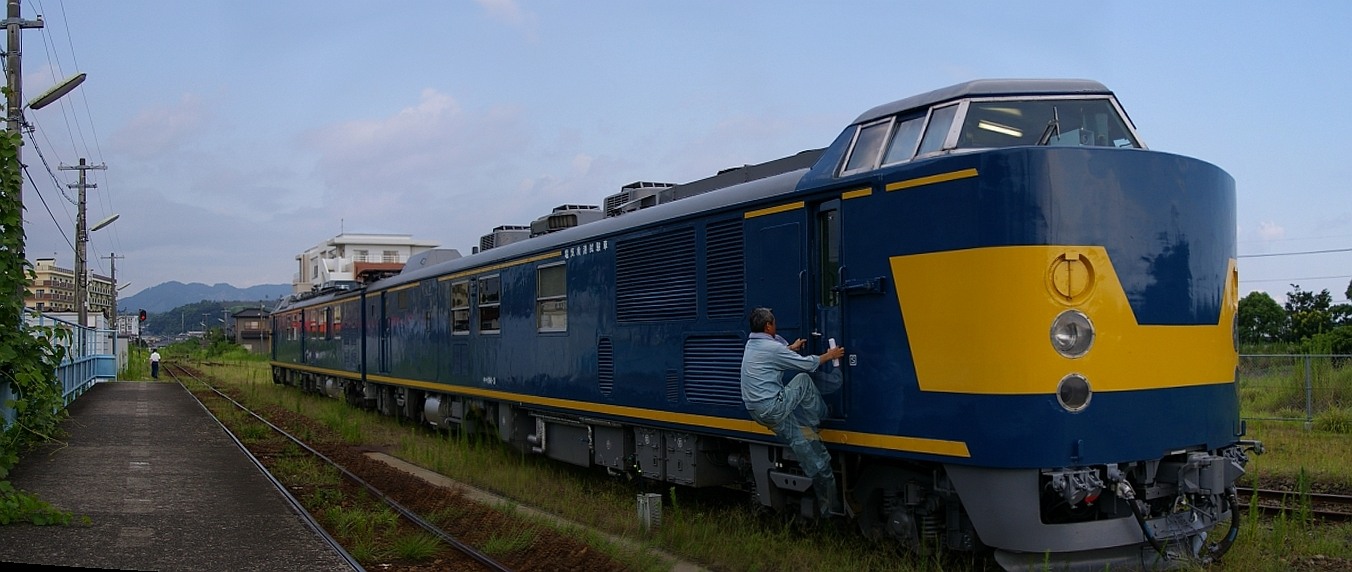
JR九州の日南線で検測を行うキヤ191系
（2006年8月 志布志駅）

2003年（平成15年）にJR東日本の2はキヤE193系気動車（East i-D）の登場により廃車された。JR西日本に残った3は山口鉄道部に配置されていたが、2006年（平成18年）に代替としてキヤ141系気動車（ドクターWEST）が製造された。架線検測設備を有していないこともあり、しばらくの間は併用されたが、老朽化により車輛不具合や故障が増えたこともあり2008年4月10日に下関車両センターに回送され、同年4月25日付で廃車され、廃系列となった。その後同センターにてキヤ190-3が解体されていることが確認されている。